# Nirmala Purandare
Nirmala Purandare, née Kumud Majgaonkar le 5 janvier 1933 à Baroda (Gujarat) et morte le 20 juillet 2019 à Pune (Maharashtra), est une militante sociale, indienne, fondatrice ou cofondatrice de diverses organisations liées à l’éducation dans les villages du Maharashtra et à l’amitié franco-indienne.

## Biographie

### Débuts
Nirmala Purandare naît en 1933 à Baroda (Gujarat), d’un père entrepreneur en bâtiment. À la suite de difficultés financières, la famille déménage à Satara (Maharashtra). Faute d'école secondaire  sur place, elle fait ses études à Baroda. Elle accepte de se marier à 16 ans avec le futur historien Babasaheb Purandare, car la famille Purandare est d’accord pour lui permettre de terminer sa scolarité à Baroda chez son frère aîné Shrikand Majgaonkar. Plus tard, elle aide celui-ci dans la publication d’un hebdomadaire marathi Manus qui traite de problèmes ruraux et sociaux. En sa compagnie, son esprit s’ouvre à l’action sociale. 
Nirmala donne naissance à une fille, Madhuri (en 1952), et deux fils, Amrut et Prasad.
Épouse et mère, elle réunit déjà des enfants pour des activités d’éveil (saynètes, sorties, écriture…). 
En 1957, elle rejoint le bureau de Vidyarthi Sahayyak Samiti - Students Welfare Association (SWA),, association de Pune dont le but est d’aider les étudiants de la campagne qui viennent étudier en ville, notamment pour leur hébergement.

### Promotion de l’amitié et de la coopération franco-indiennes
Au milieu des années 1960, l'indianiste français Guy Deleury qui a obtenu en 1953 son doctorat à l'université de Pune (Maharashtra), se lie d’amitié avec Achyut Apte, ingénieur hydraulicien indien qui avait fait plusieurs stages à Grenoble, chacun découvrant la culture de l’autre. Guy Deleury souhaite faire partager au plus grand nombre cette expérience qu'il estime enthousiasmante. À cette fin, en 1967, ils projettent le séjour d’un groupe de Français en Inde qu’ils intitulent « plongée à Poona ».
Informée de ce projet, Nirmala Purandare prépare avec Achyut Apte (qu’elle avait côtoyé au SWA) l’accueil de ce groupe ; pour ce faire, ils fondent l’Association Friends of France (AFF) la même année . Côté français est créé le Mouvement des Amis de Poona (MAP).
En 1970, après quatre « plongées » des Français, l’AFF envoie à son tour un groupe d’Indiens en France.
En 1970-1971, le MAP invite Nirmala en France pour un séjour d’une année. Elle voyage à travers le pays (Paris, Besançon, Metz, Nancy…) et l’Europe, apprend le français, s’informe sur les différentes pratiques pédagogiques, accumule les expériences.

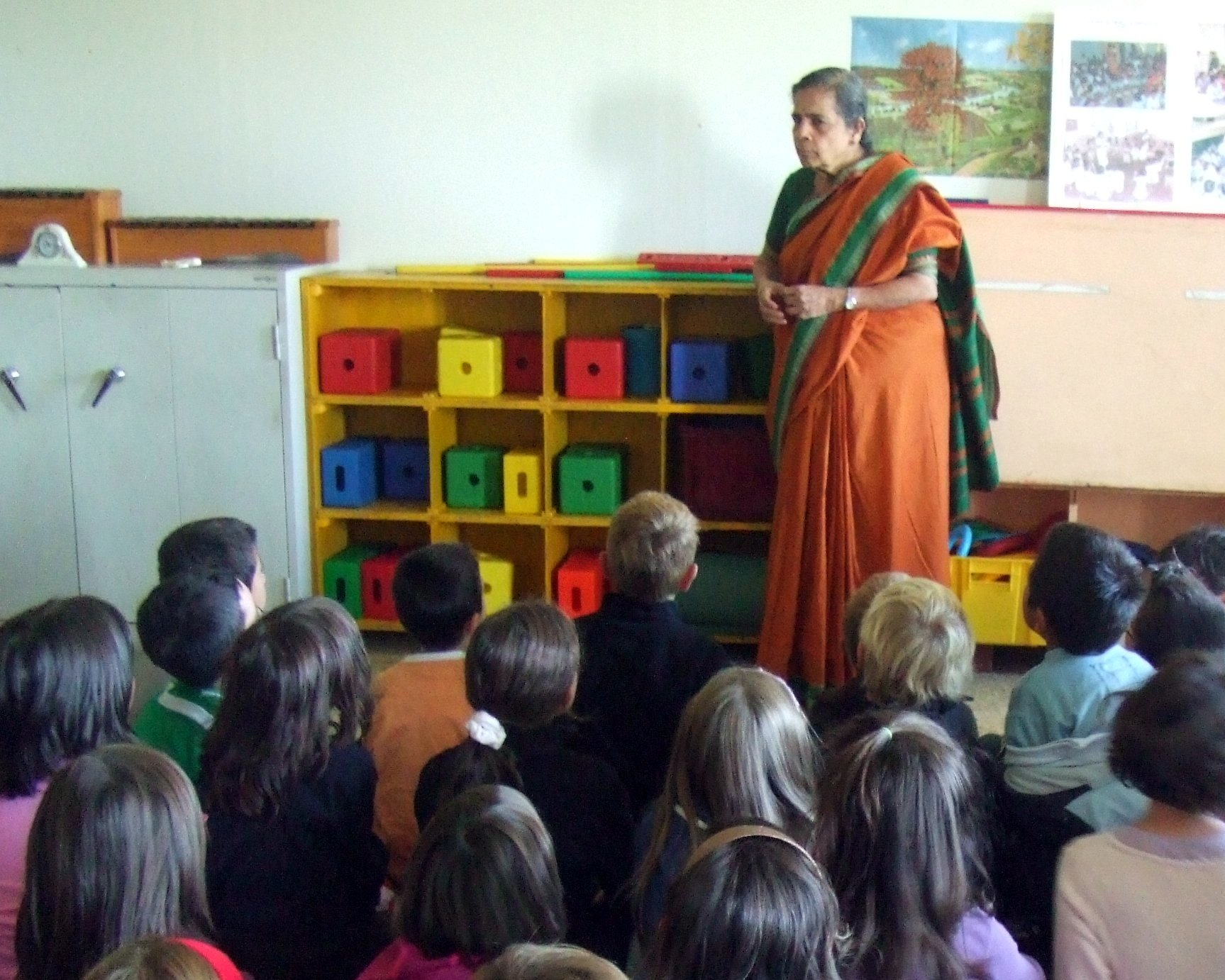
Nirmala Purandare en visite dans une école de Saint-Martin-la-Plaine (Loire) en 2008.

Depuis 1972, l’association Perspectives Asiennes, émanation du MAP, organise de nombreux séjours en France et en Inde.
À partir de 2001, à l’instigation de Nirmala, l’association Entr’Inde a accueilli en France divers groupes d’Indiens (architectes, fermiers, institutrices,,).
Fin 2016, l'AFF fête ses 50 ans d’existence en présence de Nirmala Purandare.

### Promotion féminine et éducation des enfants dans les villages
Au retour de son séjour en France en 1971, Nirmala Purandare rejoint l’association Investment in Man fondée par Achyut Apte et les associés de SWA, dont la préoccupation est la vie  rurale, la condition féminine, l’éducation des enfants, l’abandon scolaire.
Pour Nirmala, la promotion féminine et l’éducation des enfants vont de pair. Elle commence à fonder des écoles maternelles (balwadis) et former des jeunes filles pour y enseigner. Souvent, ces jeunes filles n’avaient pas fait beaucoup d’études, certaines mariées précocement. Il fallait convaincre les familles qu’une formation d’institutrice ne les empêcherait pas d’assumer leurs tâches habituelles à la maison et aux champs. Il fallait aussi convaincre de l’importance de l’éducation précoce, montrer que le projet n’avait pas de sous-entendu politique.
La première classe maternelle  est créée en 1977 à Lonikand dans le district de Pune avec la collaboration d’une institutrice de la ville, dans le cadre de Investment in Man. Là, les villageois ont compris les changements chez les enfants (langage, discipline, hygiène...). Il a fallu encore convaincre les filles de suivre une formation (ce qui implique de sortir de chez elles, ce qui n’était pas habituel).
La première session de formation de 6 mois est lancée en 1979 à Shirur, dans le district de Pune, avec comme programme : développement personnel, confiance en soi, psychologie de l’enfant.

#### Création de l’ONGVanasthali Rural Development Centre
En 1981, Nirmala fonde Vanasthali Gramin Vikas Kendra (en anglais, Vanasthali Rural Development Centre, soit VRDC) avec l’aide de l’AFF et d’Investment in Man. Avec trois collaboratrices, elle réussit dans ses tournées à convaincre les villageois afin d'obtenir des locaux pour la formation.
Celle-ci s’adresse  à des femmes entre 18 et 25 ans qui ont suivi l’école au moins jusqu’en septième (correspond à la cinquième dans le système français). Les sujets abordés sont : santé de l’enfant, psychologie, jeux, chansons, nutrition, planning familial, budget familial, travaux manuels à partir d’éléments de récupération... pour stimuler la création, la confiance en soi, améliorer leur statut au sein de la famille et les rendre capables de prendre des responsabilités, de devenir institutrices en maternelle (balwadi), ou dans des classes d’éveil et de soutien (« hobby classes ») en complément des écoles d’état. 
Ces formations sont organisées régulièrement dans le district de Pune puis dans tout le Maharashtra, jusqu’à Udgir (district de Latur), dans une zone tribale aux confins de l’état.

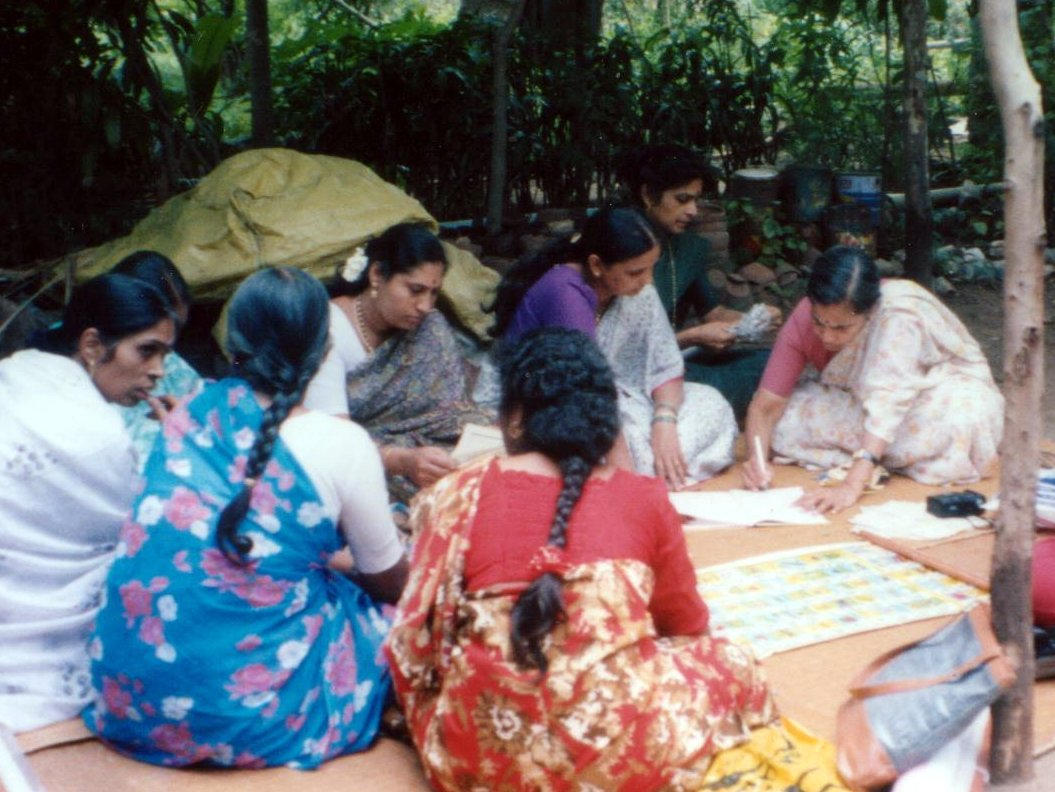
Nirmala Purandare (à droite) avec des enseignantes du centre VRDC de Saswad (Maharashtra) en 1995.

Pendant la présidence de Nirmala Purandare 11 000 femmes sont ainsi formées et plus de 210 balwadis créés dans 9 districts du Maharashtra. D'autres actions sont mises en œuvre comme les camps de développement de la personnalité, les bibliothèques itinérantes, la formation d'aides soignantes, le financement de plus de 250 blocs sanitaires dans les villages.
Nirmala a rédigé un manuel de cours qui a obtenu l'approbation du Fonds des Nations unies pour l'enfance (UNICEF). Ce livre simple a été développé pour que toute jeune femme connaissant les bases de la lecture et de l'écriture puisse apprendre à devenir enseignante.

### Famille
Nirmala était l’épouse de Babasaheb Purandare, historien, spécialiste de Chhatrapati Shivaji Maharaj, la mère de Madhuri Purandare, écrivaine, illustratrice et chanteuse, d’Amrut Purandare, responsable d’un studio d’édition, d’animation et de photographie, et de Prasad Purandare, président de l’académie de théâtre de Pune.

### Mort
Nirmala meurt le 20 juillet 2019, après une douloureuse maladie pendant laquelle elle n’a cessé de se soucier de VRDC, « la Famille de Vanasthali », comme elle se plaisait à appeler ses collaboratrices (et quelques collaborateurs).
Son œuvre se perpétue avec l’équipe qu’elle a formée.

## Publications
- (mr) Nirmala Purandare, Balwaditai Prashikshan (Manuel scolaire), Pune (Inde), Rajhans Publication, décembre 1999, 196 p. (ISBN 978-81-7434-162-4, présentation en ligne)
- (mr) Nirmala Purandare, Snehayatra (Récit de voyage), Pune (Inde), Rajhans Publication, 1er janvier 2015, 94 p. (ISBN 978-8-174-34604-9, présentation en ligne)

## Distinctions
- Prix Adishakti de la Fondation Dinanath Mangeshkar en 1998
- Prix Savitribai Phule du gouvernement du Maharashtra en 2001[5]
- Prix Baya Karve de l’institut Maharshi Karve en 2003-2004[24]
- Sadguru Gnanananda Seventh National Awards en 2006[25]
- B.G. Deshmukh (en) Memorial Life Time Achievement Award en 2011[26]
- Yashwantrao Chavan Puraskar
- Prix Punyabhushan de la municipalité de Pune en 2012[27]

### Ouvrage utilisé pour la rédaction de l’article
- (en) Baya Karve Women's Study Centre (trad. du marathi par Meenal Joshi), Trail Blazers : Profiles of Baya Karve Awardees [« कर्त्या - करवित्या »], Pune (Inde), Mrinalini Chitale,‎ septembre 2013 (ISBN 978-93-80572-66-6, présentation en ligne), chap. 10 (« Force behind Vanasthali »).

### Ouvrage proche du sujet de l’article
- (mr) Manik Kotwal, <आत्मसिद्धा निर्मला पुरंदरे आणि मिशन 'वनस्थळी'ची चरितकथा [« Confiance en soi ; biographie de Nirmala Purandare ; sa "mission" Vanasthali »], Pune (Inde), Continental Prakashan,‎ 2015, 259 p. (ISBN 9788174211620, présentation en ligne)

### Roman
- Marie Saglio dédie son roman Bombay[28] à Nirmala Purandare : « À Nirmalataï[29] (1933-2019), une promesse, celle d'éprouver ce monde »